# Даль Поццо, Кассиано
Кассиано даль Поццо (итал. Cassiano dal Pozzo; 1588, Турин — 22 октября 1657, Рим) — итальянский учёный, путешественник, антиквар, мемуарист и меценат. «Страстный приверженец классицизма» и покровитель живописца Н. Пуссена. Не путать с его дядей-тёзкой, знаменитым политиком и юристом Кассиано даль Поццо (1498—1578).

## Биография
Представитель известной аристократической семьи из Турина. Воспитывался в доме своего родственника в Пизе, который был архиепископом и советником герцога Тосканы Фердинанда I. Окончил Пизанский университет в степени доктора юриспруденции. Во Флоренции или в Пизе познакомился с Галилео Галилеем, с которым поддерживал дружеские отношения в течение всей жизни, в том числе и тогда, когда Галилей находился под церковным судом. В 1622 стал членом основанной Федерико Чези естественнонаучной Академии деи Линчеи. После смерти Ф. Чези купил у наследников его библиотеку, документированные естественнонаучные материалы и результаты исследований, научные рисунки и чертежи, ставшие затем основой для единственного в своём роде научного собрания материалов Поццо по археологии и естественным наукам.
Кассиано принадлежал к группе высокообразованных итальянских аристократов, серьёзно занимавшихся собиранием культурных, исторических и художественных памятников как античного прошлого, так и современности, к учёным, издателям, антикварам и библиофилам, поддерживавшим тесные связи со своими единомышленниками в Париже, при французском королевском дворе. По политическим убеждениям был франкофилом, соответственно дружественной Франции политике, проводимой папой римским Урбаном VIII. Поддерживал письменные контакты с учёными практически со всех концов Европы — сохранилось 40 томов, составляющих его переписку.
В 1612 году Кассиано даль Поццо переехал в Рим, поступил на службу в папскую курию и стал секретарём кардинала Франческо Барберини, племянника папы Урбана — одного из самых влиятельных лиц в государстве и церкви. Кассиано сопровождал кардинала в дипломатических поездках во Францию (1625) и Испанию (1626), и хотя основной задачей этих поездок было ведение дипломатических переговоров, Кассиано даль Поццо использовал их для пополнения собственных художественных коллекций и установления необходимых международных связей между знатоками искусства и коллекционерами. Так, в Париже Поццо познакомился с известным французским учёным и антикваром Никола Клодом Фабри де Пейреском (1580—1663). После возвращения в Рим Поццо, вместе со своим братом и его семьёй, приобрёл дом близ Сант-Андреа-делла-Валле и проживал в нём до своей кончины.
Кассиано обладал значительной коллекцией картин французских и итальянских художников, среди которых выделялись произведения Пуссена, С. Вуэ, Пьетро да Кортона и других мастеров. «Он собрал богатую коллекцию книг, редких и любопытных предметов, портретов, гравюр, медалей, эпиграфов, древних мраморных скульптур… Он создал в Риме музей, который, без сомнения, был богатейшей частной коллекцией древностей семнадцатого века, и у него было много древних памятников, статуй, медалей и остатков зданий, спроектированных Николо Пуссеном, знаменитым французским художником, нашедшим вторую родину в Риме».
Огромное научное значение имело подготовленное и обработанное Поццо и его братом Карло Андреа даль Поццо собрание документов и свидетельств, освещавших все стороны жизни, быта, культуры и политики античного Рима: так называемый «Музей-Картотека», или «Бумажный музей» (лат.  Museum Cartaceum. В течение сорока лет учёный занимался этим проектом, заказывая разным художникам зарисовки и эскизы сохранившихся древнеримских и раннехристианских реликвий. Кроме этих рисунков, Поццо собирал также различные естественнонаучные образцы, рисунки и гравюры мастеров XVI столетия. Этот музей к концу жизни учёного содержал более 6500 рисунков, собранных в 23 томах и классифицированных по следующим темам:
- документация о поклонении богам и мифологии древних
- свадебные и похоронные обряды, одежда, театр
- истории, изложенные и изображённые на триумфальных арках
- вазы, статуи, сосуды, приборы
- иллюстрации к рукописям Вергилия и Теренция в Ватикане, а также изображения мозаик.

Недостатком этого огромного собрания было отсутствие каталога, а также научного описания, так что ориентироваться в нём без помощи самого Поццо было весьма нелегко. В 1703 году семейство Поццо продало этот «музей» папе Клименту XI, затем он попал к кардиналу Алессандро Альбани, у которого библиотекарем работал известный немецкий историк искусства Иоганн Иоахим Винкельман. Этот огромный материал, разделённый на двадцать томов, в 1762 году был приобретён у кардинала Альбани королём Англии Георгом III и ныне разделён между королевскими коллекциями Виндзорского замка и библиотекой Британского музея в Лондоне.
С 2001 года выпускается многотомное издание всех 7000 сохранившихся рисунков «Бумажного музея» под редакцией Института Варбурга в Лондоне, разделённое на две серии: одна посвящена древностям и архитектуре, другая — «натуралистическим рисункам».